# Monti di Kashgar
I monti di Kashgar (in russo Кашгарский хребет), noti in passato come Bolor-Tagh, sono una catena montuosa della Cina. Costituiscono l'estremità occidentale del Kunlun e sono compresi tra i fiumi Gyozdar'ja a nord e Taškurgan a sud, estendendosi per una lunghezza di circa 100 km. Le loro vette principali sono il Kongur (7649 m) e il Muztagata (7509 m), ma prevalgono le cime comprese tra 5000 e 6000 metri. Questa catena montuosa è costituita prevalentemente da gneiss, graniti e quarziti e presenta creste appuntite, impervie pendici rocciose e profonde gole. I ghiacciai ricoprono complessivamente una superficie di oltre 600 km². Il paesaggio è caratterizzato da steppe di montagna a nord e da semideserti e deserti a sud e ad est; nelle vallate dei fiumi si sviluppa il tipo di vegetazione proprio dell'Asia centrale denominato tugai (un misto di foreste, arbusti e prati).
Marco Polo passò di qui durante il suo viaggio di andata per raggiungere la Cina e descrisse la regione, chiamandola Belor, nel XLIX capitolo del Milione:
(Il Milione, Cap. XLIX)